# Bautasteine in Norwegen

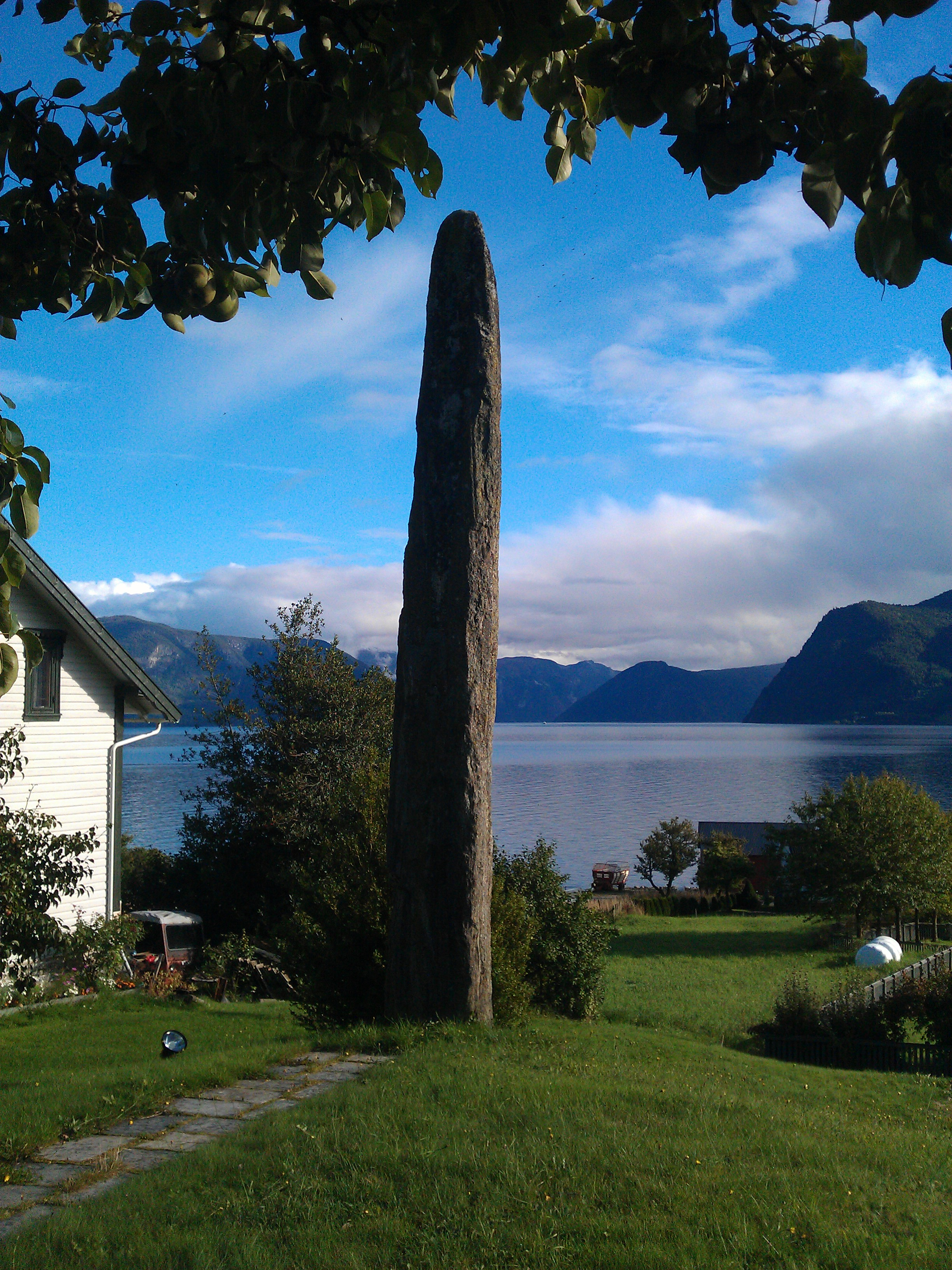
Der Balderstein in Husabø, Sogndal. Der höchste Bautastein Norwegens

Die Bautasteine in Norwegen sind die höchsten Menhire in Skandinavien und oft Teil eines komplexeren Bereichs. Insgesamt sind in Norwegen 1176 Menhire registriert, die als Teil einer Grabstätte aufgefasst werden. Sie werden meistens in die späte Eisenzeit, die Wikingerzeit und ins Frühmittelalter datiert.
Etwa achthundert Bautasteine gibt es in den Provinzen Rogaland (258), Østfold (140), Møre og Romsdal (134) Agder (107) und Trøndelag (102). Auch in dreizehn anderen Provinzen stehen drei (Finnmark) und bis zu neunzig (Nordland) Bautasteine, die eine Höhe von bis zu acht Meter aufweisen und damit als besonders hoch gelten. Zumeist waren Gräber mit einem Bautastein markiert, aber es gibt Fälle, wo mehrere Menhire verwendet wurden - so etwa De fem dårlige jomfruer (deutsch „die fünf törichten Jungfrauen“).

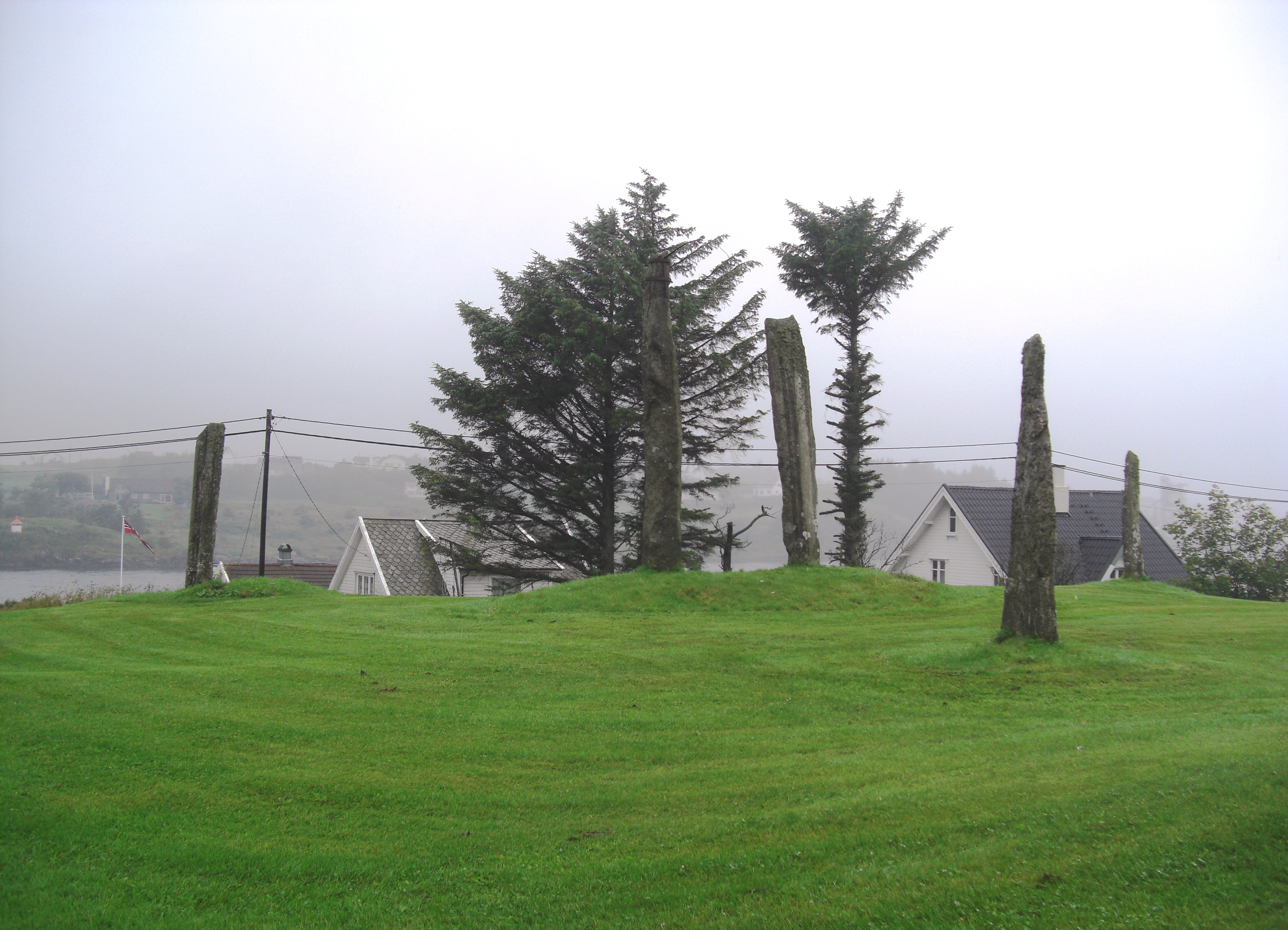
Die fünf törichten Jungfrauen

Bereits in der Einleitung zu den Sagas weist Snorri Sturluson darauf hin, dass es Brauch ist „alle Toten zu verbrennen und Monolithe nach ihnen aufzustellen“. Dieser Brauch wurde in Norwegen und Schweden lange aufrechterhalten.
In der Regel markiert ein Stein ein Grab, aber es gibt Fälle, bei denen mehrere verwendet wurden (Bautasteine von Vestre Goa). Bei der als Treudd angelegten Grabanlage Die fünf törichten Jungfrauen am Karmsund in Rogaland wurden fünf Steine aufgerichtet. Besonders im Osten Norwegens findet man mehrere Monolithe zu einem Kreis angeordnet. Traditionell bezeichnet man diese als Richterringe, aber die meisten waren wahrscheinlich Grabbauten.
Manche Menhire stehen in keinem Zusammenhang mit erkannten Gräbern. Es kann sein, dass sie als Grenzmarkierung dienten. Dazu gehören mehrere Steine in Fana in Bergen, wo im Mittelalter in Hordaland eine historische Grenze war.